# リワ・オアシス

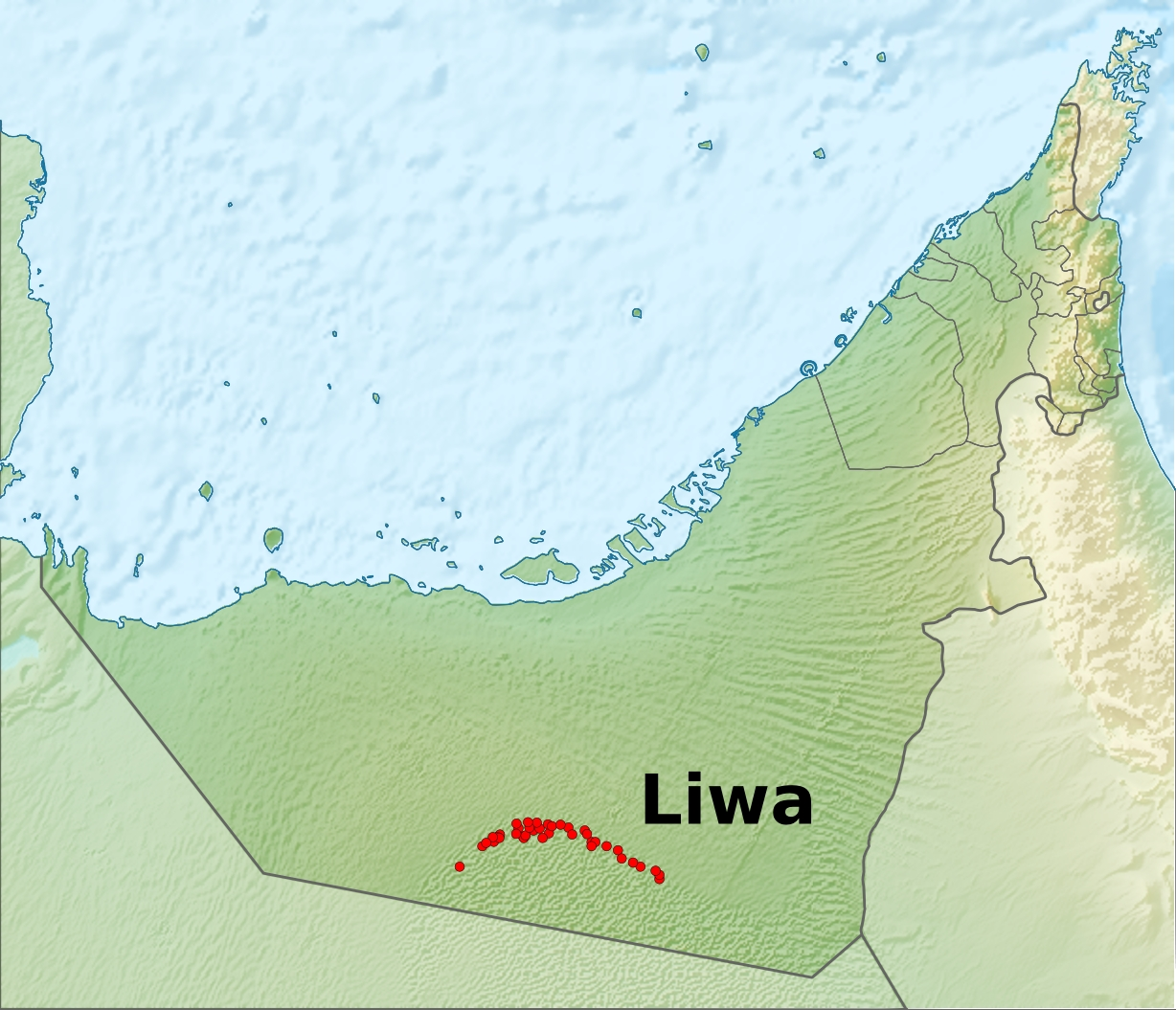
オアシスの位置(赤色)

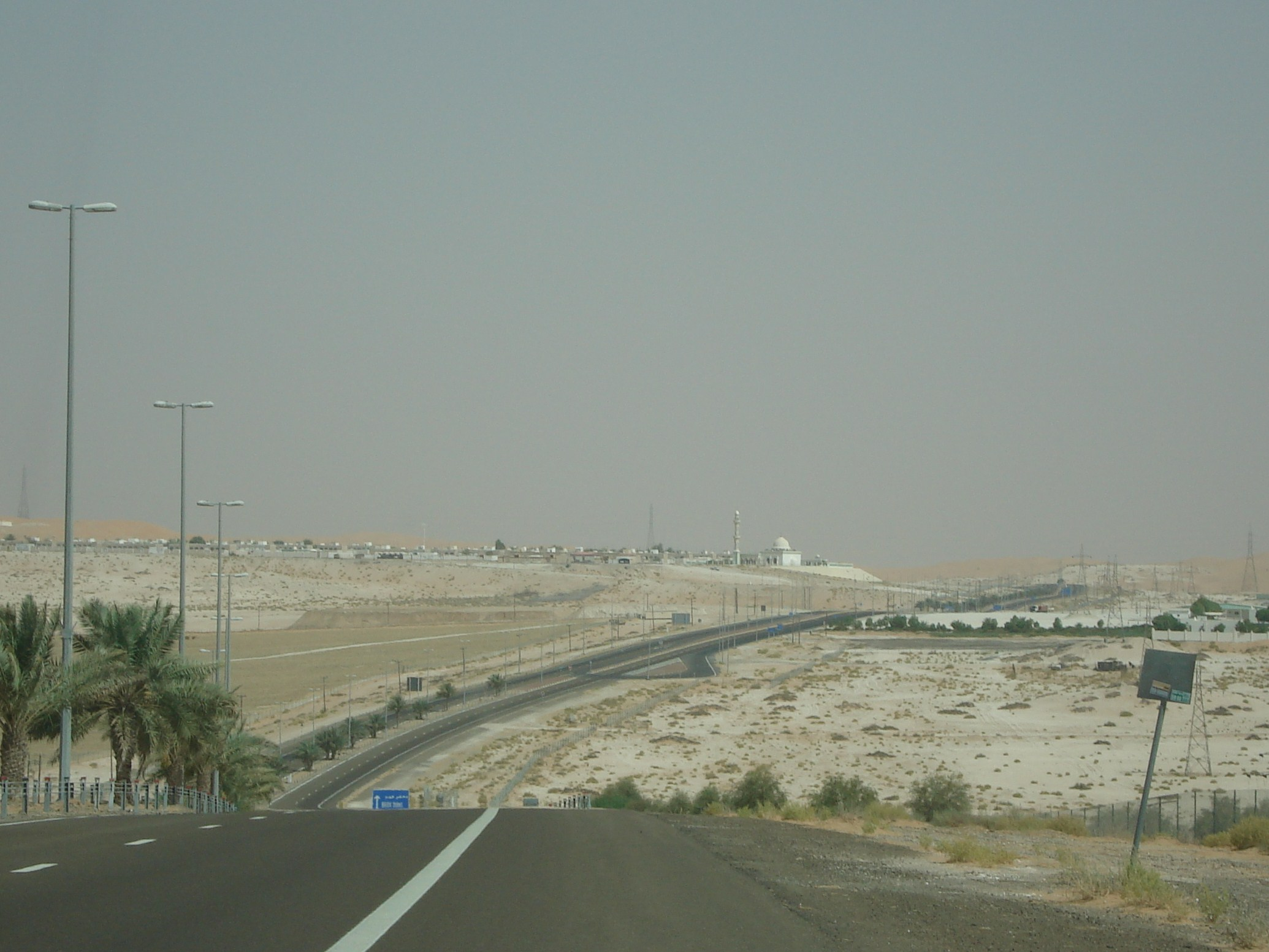
砂漠を貫くハイウェー

リワ・オアシス(Liwa Oasis)は、アラブ首長国連邦のアブダビ首長国内陸の砂漠にある巨大なオアシスである。南部のサウジアラビア国境近くで砂丘に沿って100kmに亘り点在するいくつものオアシスの総称。アブダビとドバイの首長一族の祖先も昔住んでおり、古くから遊牧民(ベドウィン)が集落(現在約50)を作ってデーツを栽培している。近年、観光客も増加してきた。海岸から100kmまっすぐに南下するハイウェーがあり、途中には大油田の基地がいくつも存在する。
リワ・オアシスとアル・アイン・オアシスにおける伝統的な灌漑農業によるナツメヤシ栽培が、2016年に「アル・アインとリワのナツメヤシオアシス 」として国連食糧農業機関の世界重要農業遺産システム（世界農業遺産）に登録された。
水の供給源は東方のオマーン領ハジャール山脈からペルシア湾へ伏流する地下水である。

## 注
1. ↑  Ain and Liwa Historical Date Palm Oases FAO GIAHS